# OK Go
OK Go és una banda d'indie rock i rock alternatiu formada a Chicago, malgrat que té la seu a Los Angeles. El grup està format per Damian Kulash (veu i guitarra), Tim Nordwind (baix), Dan Konopka (bateria) i Andy Ross (guitarra i teclat). Han tret fins a quatre àlbums: OK Go, Oh No, Of the blue colour of the sky i Hungry Ghosts.
OK Go és conegut per els seus creatius videoclips, entre ells «Here It Goes Again» (el qual va guanyar el Premio Grammy al mejor vídeo musical en 2007), «This Too Shall Pass», «White Knuckles», «Needing/Getting», «The Writing's on the Wall» i «I Won't Let You Down».

## Història

### Formació (1998-2002)
El vocalista de la banda, Damian Kulash, va conèixer al baixista Tim Nordwind en el Interlochen Arts Camp quan tots dos tenien 11 anys. Kulash es va decantar pel disseny gràfic, mentre que Nordwind va estudiar música. Segons va declarar Damian en una entrevista, el nom del grup prové del seu professor d'art, que sovint deia:OK... Go! (Llestos... Va!) per indicar quan havien de començar a dibuixar.
Es van mantenir en contacte després del campament, sovint intercanviant mixtapes que han arribat a influir en el gust musical i en l'estil de música del grup. Es van reunir amb l'exguitarrista de la banda i el tecladista Andy Duncan a l'escola secundària, i el bateria Dan Konopka a la universitat. OK Go es va formar oficialment el 1998. La banda va ser el grup que va acompanyar al programa de la ràdio pública This American Life en la gira de l'espectacle del seu cinquè aniversari.

### OK Go (2002-2005)
La banda va llançar el seu primer àlbum l'any 2002. Al Regne Unit,Get Over It va debutar el 16 de març de 2003 en el lloc número 21 en la llista de singles del Regne Unit, i la banda aparegué en l'edició d'aquella setmana de Top of the Pops. També aquella setmana, el videoclip de la cancó fou nomenat vídeo de la setmana per la revista Q. El senzill fou presentat en els videojocs de EA Sports, Triple Play 2003 i Madden NFL 2003.
La banda va contribuir en una versió de la cançó This Will Be Our Year de The Zombies, per participar en un àlbum de Barsuk Records en la tardor de 2004 amb l'objectiu de donar suport a la política en contra de Bush. Fins i tot el cantant Damian Kulash va escriure una guia titulada Com pot la teva banda tirar a Bush? per a les bandes amb l'esperança d'ajudar a enderrocar al president George W. Bush.

### Oh No (2005-2008)
El segon àlbum de la banda, Oh No, va ser gravat a Malmö, Suècia, i produït per Tore Johansson (The Cardigans, Franz Ferdinand) a la tardor de 2004. Després de l'enregistrament, l'any 2005, Andy Duncan va deixar la banda i va ser reemplaçat per Andy Ross, qui va tocar per a ells a Los Angeles. L'àlbum va ser llançat a l'agost de 2005.
Oh No va guanyar popularitat pel seu primer single, A Million Ways, el 2005. El vídeo començava amb la banda en un pati posterior mentre realitzaven una coreografia preparada per la germana del cantant, Trish Sie. A l'agost del 2006, el videoclip s'havia convertit en el vídeo musical més descarregat de la història, amb més de nou milions de descàrregues. La banda va presentar el ball en viu al programa de televisió britànic Soccer AM, així com en el xou de comèdia nocturna nord-americana, MADtv.
El 31 de juliol de 2006, la banda va llançar el videoclip de la cançó Here It Goes Again, on els quatre membres de la banda apareixien muntats sobre diverses cintes de córrer mentre ballaven un ball que havia preparat i posteriorment dirigit Trish Sie. Aquest vídeo va ser vist per més d'un milió de persones a YouTube en els primers sis dies. El vídeo original havia estat vist més de 52 milions de vegades, posant-lo en el lloc 42 en la llista de vídeos més vists de tot el món, i en el lloc número 29 dins de la categoria de vídeos musicals. A més, ocupa el setè lloc dins de la llista dels deu vídeos amb major reproducció i popularitat de tots els temps dins de YouTube, fins que va ser retirat del seu canal. Va ser novament penjat al desembre de 2011, i actualment posseeix més de trenta milions de visites. La banda ha treballat amb directors com Francis Lawrence, Olivier Gondry (germà de Michel Gondry), Brian L. Perkins, Keiner Scott i Todd Sullivan. El 23 d'agost de 2006, Damian Kulash va aparèixer en The Colbert Report per parlar dels videos d'A Million Ways i Here It Goes Again. El vídeo d'aquesta última va guanyar el Premi 2006 de YouTube en la categoria devídeo més creatiu.
En els vídeos de OK Go, el baixista Tim Nordwind fa playback imitant al vocalista, Damian Kulash, seguint el format de la coreografia de la cançóCCC-Cinnamon Lips, en la qual Tim canta en lloc de Damian. El 31 d'agost de 2006, OK Go es va presentar en viu en els MTV Video Music Awards de 2006 on realitzà la coreografia de Here It Goes Again. El 7 de novembre de 2006, OK Go va llançar una edició limitada de luxe de CD/DVD de l'àlbum Oh No, que conté tots els vídeos musicals (tant ballant com tocant instruments), un vídeo de 180 fans imitant la coreografia de A Million Ways per a un concurs de YouTube, imatges inèdites i el backstage de diversos assajos per Here It Goes Again i els MTV VMAs.
Al maig de 2006, OK Go participa en la gira al costat de Panic! at the Disco, actuant al setembre d'aquest mateix any en el Regne Unit al costat de Motion City Soundtrack, i als Estats Units amb el suport de Snow Patrol a principis de 2007. L'11 de febrer de 2007, OK Go i Trish Sie es van endur a casa un premi Grammy en la categoria deMillor Video musical pel seu videoclip Here It Goes Again.
El 2007 OK Go va escriure la cançó de l'equip de futbol Chicago Fire SC. La cançó va aparèixer a la pàgina web de l'equip com a descàrrega gratuïta. També el 2007, OK Go va fer diverses covers de la cançó Gigantic de Pixies. El 2008, Damian Kulash va dir que la banda no havia produït els vídeos de YouTube com a part d'una campanya de màrqueting maquiavèlica: «En cap cas se'ns va ocórrer fer això perquè la gent compri els nostres discs. L'únic que pretens dur a terme és crear vídeos i cançons creatives per guanyar-se la vida». 
Després de visitar Nova Orleans el 2006, la banda va gravar un EP amb el grup de funk i rock Bonerama, per recaptar diners per als músics que van ser desplaçats per l'Huracà Katrina el 2005. L'EP, titulat Oh lately it's sota quiet, va ser llançat el 5 de febrer de 2008.

### Of the Blue Colour of the Sky(2008-2010)
El 12 d'octubre de 2008, OK Go va anunciar que ja havien acabat d'escriure noves cançons per al seu tercer àlbum i es trobaven en els estudis a Nova York amb el productor Dave Fridmann (el qual ja havia treballat prèviament amb grups com The Flaming Lips i MGMT, entre altres). La banda va revelar el títol del tercer àlbum, titulat Of the Blue Colour of the Sky. El nom del prové d'un llibre pseudo-científic escrit per Augusto Pleasonton el 1876 titulat The Influence of the Blue Ray of the Sunlight and of the Blue Colour of the Sky. OK Go ha declarat que aquestes són les cançons més desconsoladores, honestes i profundes de la seva carrera, i l'àlbum en si té un so molt més funky barrejat amb un lleuger to malenconiós similar a Prince. El 7 de maig de 2009 una de les cançons de l'àlbum, titulada Skyscrapers, va ser llançada com a descàrrega gratuïta. El primer senzill, WTF?, Va ser llançat el 10 de novembre. El 8 de gener de 2010, OK Go va aparèixer a The Tonight Show amb Conan O'Brien i va interpretar una cançó de l'àlbum, This Too Shall Pass. Finalment, i després de diversos retards i rumors sobre la data de llançament, Of the blue colour of the sky va ser publicat el 12 de gener de 2010.

### Paracadute Productions (2010-2012)

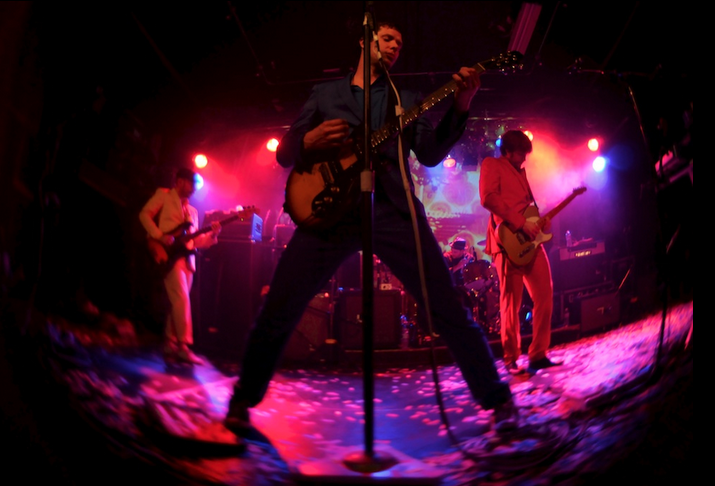
OK Go actuant a Ottawa el 2010.

El 10 de març OK Go va anunciar que havia tallat els seus llaços amb EMI i Capitol Records, i que s'acabaven d'unir al segell discogràfic independent Paracadute. Of the blue colour of the sky va ser rellançat l'1 d'abril, quan el nou segell es va fer càrrec de la promoció, campanya i totes les responsabilitats de distribució de l'àlbum. Es va especular que la ruptura va ser causada pel descontentament de la banda amb la multinacional sobre els esforços per bloquejar la distribució viral dels videos musicals d'Oh No i d'Of the blue colour of the sky. El 12 de gener del 2010 es va llançar el videclip de la cançó This Too Shall Pass on figurava la banda de música de la Universitat de Notre Dame. L'1 de març de 2010, OK Go va llançar una segona versió de la cançó, dirigida per James Frost.
La considerable fama d'OK Go ha estat, en gran part, pels seus creatius vídeos musicals. Aquests, malgrat ser de baix pressupost, han estat promoguts a través d'Internet mitjançant pàgines web com YouTube, convertint-se molts d'ells en vídeos virals. Samuel Bayer, qui va dirigir diversos vídeos musicals en la dècada de 1990, va afirmar que la promoció d'OK Go a través d'Internet era similar a l'adveniment de Nirvana al moviment grunge.
L'enorme èxit musical d'OK Go li va permetre guanyar el Premi Especial Anual d'Artista de Cinema i el videoclip de Needing/Getting va aconseguir consegrar-se campió dins la categoria Vídeo de l'Any dins els Premis Webby.  El vídeo deThis Too Shall Pass fou nomenat tantVídeo de l'Any com Millor Vídeo de Rock en la tercera edició dels UK Video Music Awards. La cançó també guanyà el Premi del  Festival de Cine de Los Angeles dins la categoria aMillor Vídeo Musical.

### Twelve Days with OK Go (2012-2014)
Al desembre de 2012, OK Go va llançar una col·lecció de cançons i actuacions en viu i amb la col·laboració d'altres artistes, anomenada Twelve Days With OK Go ('Dotze dies amb OK Go'). La col·lecció va ser llançada de franc en el lloc web de la banda i inclou versions de cançons de The Beatles, They Might Be Giants, The Kinks, Adam and the Ants i Pixies.
Després del llançament d'aquest àlbum, que va tenir bon acolliment per part del públic, al gener del 2013 la banda va anunciar Twelve Months With OK Go ('Dotze Mesos amb OK Go'), un altre àlbum amb dotze cançons. La col·lecció inclou versions de cançons de bandes com The Breeders, The Specials, i Nelly.

### Hungry Ghosts (2014-present)
El 3 d'abril de 2013, OK Go va anunciar al seu canal de YouTube que estaven en procés d'enregistrament del seu quart àlbum. Un correu electrònic enviat a través de la llista de correu de la banda al desembre de 2013 va indicar que l'àlbum seria llançat a l'octubre del 2014, encara que la data no estava encara fixada. El març de 2013, OK Go va llançar una nova cançó titulada I'm Not Through a través de l'àlbum i en col·laboració amb l'agència de publicitat Saatchi & Saatchi per The Saatchi & Saatchi Music Video Challenge.
El 16 de juny de 2014, OK Go, en associació amb MOCA, va publicar el videoclip de la cançó The Writting's on the Wall, on els quatre membres del grup apareixen cantant en una gran nau envoltats de dibuixos i pintures en 3D. El vídeo va guanyar el premi MTV Video Music Awards de 2014 en la categoria deMillors efectes visuals.
L'últim vídeo musical tret ha estat el de la cançó I Won't Let you Down. Va ser pujat al canal de Youtube de la banda el 27 d'octubre de 2014, i ja compta amb més de 20 milions de visites.

## Components
Els actuals membres del grup són:
- Damian Kulash: veu i guitarra
- Tim Nordwind: baix i cors
- Andy Ross: guitarra, teclats i cors
- Dan Konopka: bateria

### Exmembres
- Andy Duncan: guitarra, teclats i cors

## Discografia

### Álbums d'estudi
- OK Go (2002)
- Oh No (2005)
- Of the Blue Colour of the Sky (2010)
- Hungry Ghosts (2014)[1]

### Álbums en viu
- Live from the Fillmore – New York at Irving Plaza (2009)
- 180/365 (2011)

### EPs
- OK Go (Brown EP) (2000)
- OK Go (Pink EP) (2001)
- Do What You Want (EP) (2005)
- iTunes Live from SoHo – EP (2007)
- Master the Treadmill with OK Go (2007)
- You're Not Alone (2008)
- Upside Out (2014)

## Senzills
Aquesta és la llista de les principals cançons d'OK Go, les posicions en les quals han quedat en alguna de les llistes de música més importants dels Estats Units i de Gran Bretanya i el disc al qual pertanyen.
| Any  | Cançó                     | US Hot 100 | O.S. Modern Rock | O.S. Mainstream Rock | O.S. Pop 100 | UK Singles Chart | Hot digital songs | Àlbum                                            |
| ---- | ------------------------- | ---------- | ---------------- | -------------------- | ------------ | ---------------- | ----------------- | ------------------------------------------------ |
| 2002 | Get Over It               | -          | 20               | -                    | -            | 21               | -                 | OK Go                                            |
| 2003 | Don't ask me              | -          | -                | -                    | -            | -                | -                 | OK Go                                            |
| 2003 | You're Sota Damn Hot      | -          | -                | -                    | -            | -                | -                 | OK Go                                            |
| 2005 | A Million Ways            | -          | -                | -                    | -            | 43               | -                 | Oh No                                            |
| 2005 | Do What You Want          | -          | -                | -                    | -            | 133              | -                 | Oh No                                            |
| 2006 | Oh Lately It's Sota Quiet | -          | -                | -                    | -            | -                | -                 | Oh No                                            |
| 2006 | Invincible                | -          | -                | -                    | -            | -                | -                 | Oh No                                            |
| 2006 | Here It Goes Again        | 38         | 18               | -                    | 34           | 36               | 18                | Oh No                                            |
| 2009 | WTF?                      | -          | -                | -                    | -            | -                | -                 | Of The Blue Colour Of The Sky                    |
| 2010 | This Too Shall Pass       | -          | -                | -                    | -            | -                | -                 | Of The Blue Colour Of The Sky                    |
| 2010 | End Love                  | -          | -                | -                    | -            | -                | -                 | Of The Blue Colour Of The Sky                    |
| 2010 | White Knuckles            | -          | -                | 36                   | -            | -                | -                 | Of The Blue Colour Of The Sky                    |
| 2010 | All is not lost           | -          | -                | -                    | -            | -                | -                 | Of The Blue Colour Of The Sky                    |
| 2011 | Muppet Show Theme Song    | -          | -                | -                    | -            | -                | -                 | Of The Blue Colour Of The Sky i The muppets Show |
| 2012 | Needing/Getting           | -          | 28               | -                    | -            | -                | -                 | Of The Blue Colour Of The Sky                    |
| 2013 | Skycrapers                | -          | -                | -                    | -            | -                | -                 | Of The Blue Colour Of The Sky                    |
| 2014 | The Writing's on the Wall | 101        | -                | -                    | -            | -                | -                 | Hungry Ghosts                                    |
| 2014 | I Won't Let You Down      | 71         | -                | 7                    | -            | -                | 22                | Hungry Ghosts                                    |
| 2016 | Upside Down & Inside Out  | -          | -                | -                    | -            | -                | -                 | Hungry Ghosts                                    |

## Premis
- Grammys:
  - Best Short Form Music Video (2007) per Here It Goes Again[7]
- YouTube Video Awards:
  - Vídeo més creatiu (2006) per Here It Goes Again
- UK Video Music Awards:
  - Vídeo de l'any: This too shall pass (2010)
  - Millor vídeo de rock This too shall pass (2010)
- Premis MVA:
  - This too shall pass (2010)
- Los Angeles Film Festival:
  - Millor vídeo musical: This too shall pass (2010)
- A-List Awards:
  - Premi d'equip direcció: Needing/Getting (2012)
- Clio Awards:
  - Premi d'Or: Needing/Getting (2013)
- MTV Video Music Awards:
  - Millors efectes visuals: The Writing's on the Wall (2014)
  - Millor Coreografia: I Won't let you Down (2015)

## Nominacions
- MTV Europe Music Awards:
  - Nominat: Best Video perA Million Ways (2006).
- Grammys:
  - Nominat: Best videoAll is not lost (2012).